# Милево
Ми́лево (болг. Милево) — село в Пловдивській області Болгарії. Входить до складу общини Садово.

## Населення
За даними перепису населення 2011 року у селі проживала 971 особа.
Національний склад населення села:
| Національність   | Кількість осіб | Відсоток |
| ---------------- | -------------- | -------- |
| болгари          | 762            | 81,8%    |
| турки            | 85             | 9,1%     |
| цигани           | 78             | 8,4%     |
| Всього відповіли | 931            |          |

Розподіл населення за віком у 2011 році:
Динаміка населення: